# 徐謙 (嘉靖進士)
徐謙（1496年—？年），字子恭，號濃溪，四川敘州府富順縣人，民籍，治《書經》。

## 生平
十一月十七日生，行二，由縣學生中式四川鄉試第三十六名舉人，年三十四歲中式嘉靖八年（1529年）己丑科會試第五十六名，第三甲第二百零七名進士。授行人司行人，卒。

## 家族
曾祖徐復才；祖徐永香；父徐尚積；母楊氏。具慶下，妻車氏，兄萬餘。